# Ansitz Schrattenburg

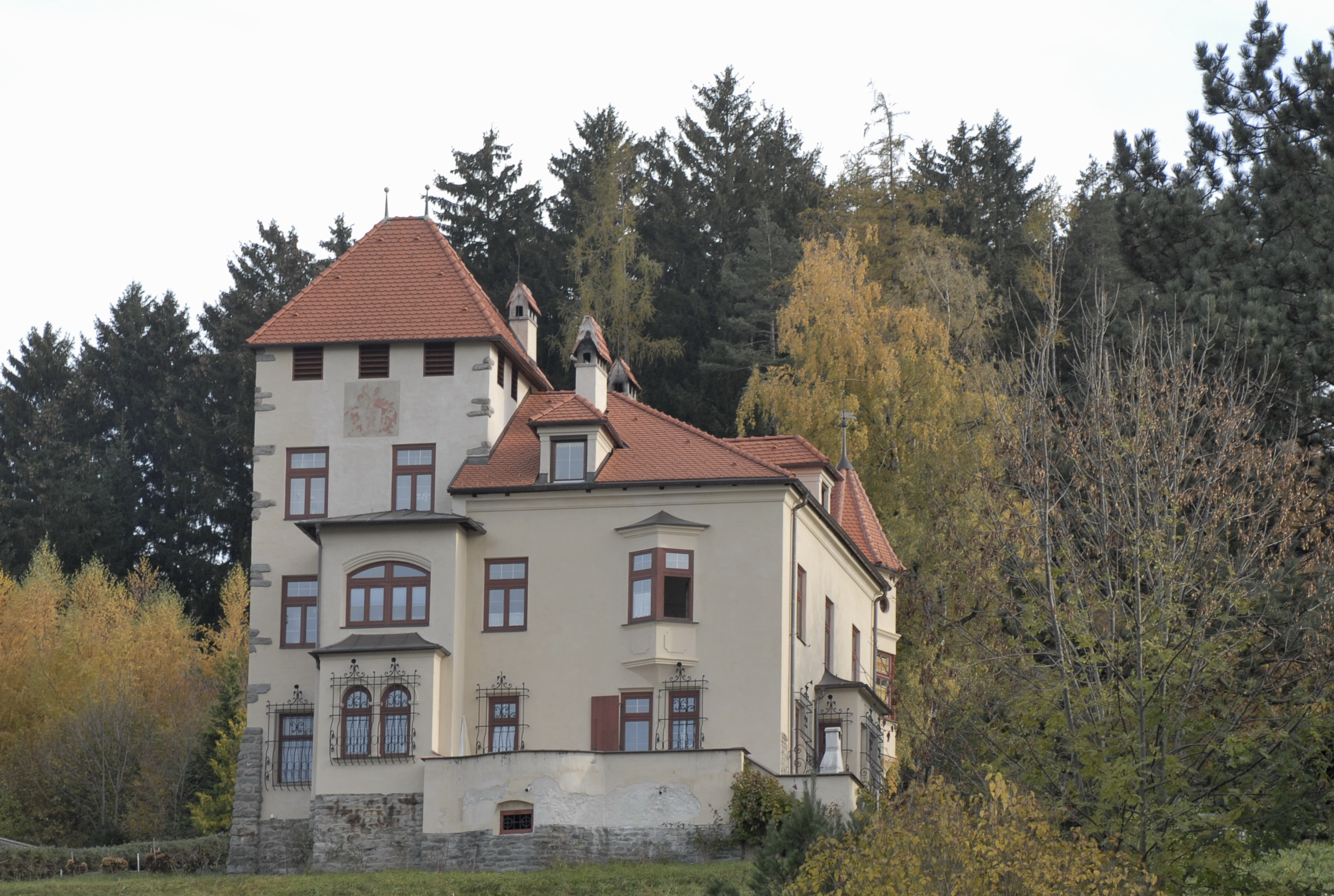
Ansitz Schrattenburg in Aldrans

Der Ansitz Schrattenburg (nach seinem Erbauer auch als Schullernschlössl bezeichnet) befindet sich auf dem sogenannten Oberen Feld am Südhang der Gemeinde Aldrans im Bezirk Innsbruck-Land von Tirol (Rinner Straße 10).

## Geschichte
Der historistische Ansitz wurde 1908 für den aus altem Beamtenadel stammenden Hermann von Schullern zu Schrattenhofen, Professor an der Wiener Hochschule für Bodenkultur errichtet. Zuerst diente das Haus zur Sommerfrische. Während des Ersten Weltkrieges zog Schullern 1915 jedoch ganz nach Tirol, wo er Volkswirtschaft und Statistik an der Universität Innsbruck lehrte.

## Baubeschreibung Ansitz Schrattenburg
Der Ansitz orientiert sich mit seinen monumentalen Formen an der Schloss- und Burgenarchitektur vergangener Jahrhunderte. Er besitzt einen mächtigen dreigeschoßigen Turm im Nordosten, einen eingeschoßigen Eckerker an der Südseite, risalitartige Vorsprünge im Südosten und Nordwesten sowie ein- und zweigeschoßige Rechteckerker gegen Nordwesten und Südwesten. Das Gebäude ist von einer aufwändigen und abwechslungsreichen Detailgestaltung der Fassaden (u. a. Erker, Natursteinquadrierung, Mariahilffresko) geprägt. Das Stiegenhaus ist im Originalzustand erhalten. Das Erscheinungsbild des Ansitzes ist bis auf veränderte Fenster und einige Adaptierungen im Inneren bis heute unverändert.